# Rynardt van Rensburg
Rynardt van Rensburg (ur. 23 marca 1992) – południowoafrykański lekkoatleta specjalizujący się w biegu na 800 metrów.
Brązowy medalista uniwersjady z Gwangju (2015). W tym samym roku odpadł w eliminacjach podczas światowego czempionatu w Pekinie. Brązowy medalista mistrzostw Afryki oraz półfinalista igrzysk olimpijskich w Rio de Janeiro (2016).
Wielokrotny złoty medalista mistrzostw Południowej Afryki.
Rekord życiowy w biegu na 800 metrów: 1:45,15 (3 czerwca 2018, Hengelo).

## Osiągnięcia
| Rok  | Impreza              | Miejsce        | Konkurencja        | Lokata     | Wynik   |
| ---- | -------------------- | -------------- | ------------------ | ---------- | ------- |
| 2012 | Mistrzostwa Afryki   | Porto-Novo     | bieg na 800 metrów | eliminacje | 1:50,12 |
| 2013 | Uniwersjada          | Kazań          | bieg na 800 metrów | 6. miejsce | 1:47,70 |
| 2015 | Uniwersjada          | Gwangju        | bieg na 800 metrów | 3. miejsce | 1:49,30 |
| 2015 | Mistrzostwa świata   | Pekin          | bieg na 800 metrów | eliminacje | 1:48,61 |
| 2016 | Mistrzostwa Afryki   | Durban         | bieg na 800 metrów | 3. miejsce | 1:46,15 |
| 2016 | Igrzyska olimpijskie | Rio de Janeiro | bieg na 800 metrów | półfinał   | 1:45,33 |